# Gymnoscelis protracta
Gymnoscelis protracta är en fjärilsart som beskrevs av Louis Beethoven Prout 1958. Gymnoscelis protracta ingår i släktet Gymnoscelis och familjen mätare. Inga underarter finns listade i Catalogue of Life.